# 滋野井公寿
滋野井 公寿（しげのい きんひさ）は、日本の公家、内政官僚・華族。甲府県知事、伯爵。

## 経歴
近衛権中将・滋野井実在の長男として生まれた。安政3年2月（1856年）に元服し侍従となる。
文久3年6月（1863年）西四辻公業と後醍醐天皇陵で攘夷祈願を行い差控となる。慶応3年4月（1867年）英国公使一行の伏見通過について、父・実在、鷲尾隆聚ら20数名と朝廷に警護の対策を取るよう強く進言し差控となる。慶応4年1月（1868年）綾小路俊実と共に赤報隊の盟主に擁立されたが、活動中の金穀強要などを咎められ召喚令が出され帰京した。
王政復古後、明治元年4月（1868年）、佐渡裁判所総督に就任。佐渡鎮撫使を経て、同年10月、甲斐府知事となる。明治2年7月（1869年）、甲斐府が甲府県と改称され甲府県知事兼甲府城守となる。明治3年（1870年）9月、水害による凶作の独断による救恤処置が問題とされて謹慎となり、翌月知事を辞職。
その後、桂宮祗候などを務めた。父の死去により1878年4月30日、滋野井家当主を継承。1884年7月7日、伯爵を叙爵。

## 栄典
- 1884年（明治17年）7月7日 - 伯爵[4]
- 1887年（明治20年）12月26日 - 従三位[5]

## 親族
- 養嗣子 滋野井実麗（伯爵、石井行光四男）[1]
- 長女 岩子（田中遜夫人〔離縁〕、中川興長夫人）[1]
- 娘 武子（たけこ、実麗夫人）[1]